# Гюрвенен
Гюрвенен (нід. Hurwenen) — село в нідерландській провінції Гелдерланд. Входить до муніципалітету Масдріл.
Його площа становить 11,50км², а населення станом на 2021 рік складало 1 410 осіб.
Перша згадка про населений пункт датується 1244-им роком. До 1955 року мало статус окремого муніципалітету.

## Галерея

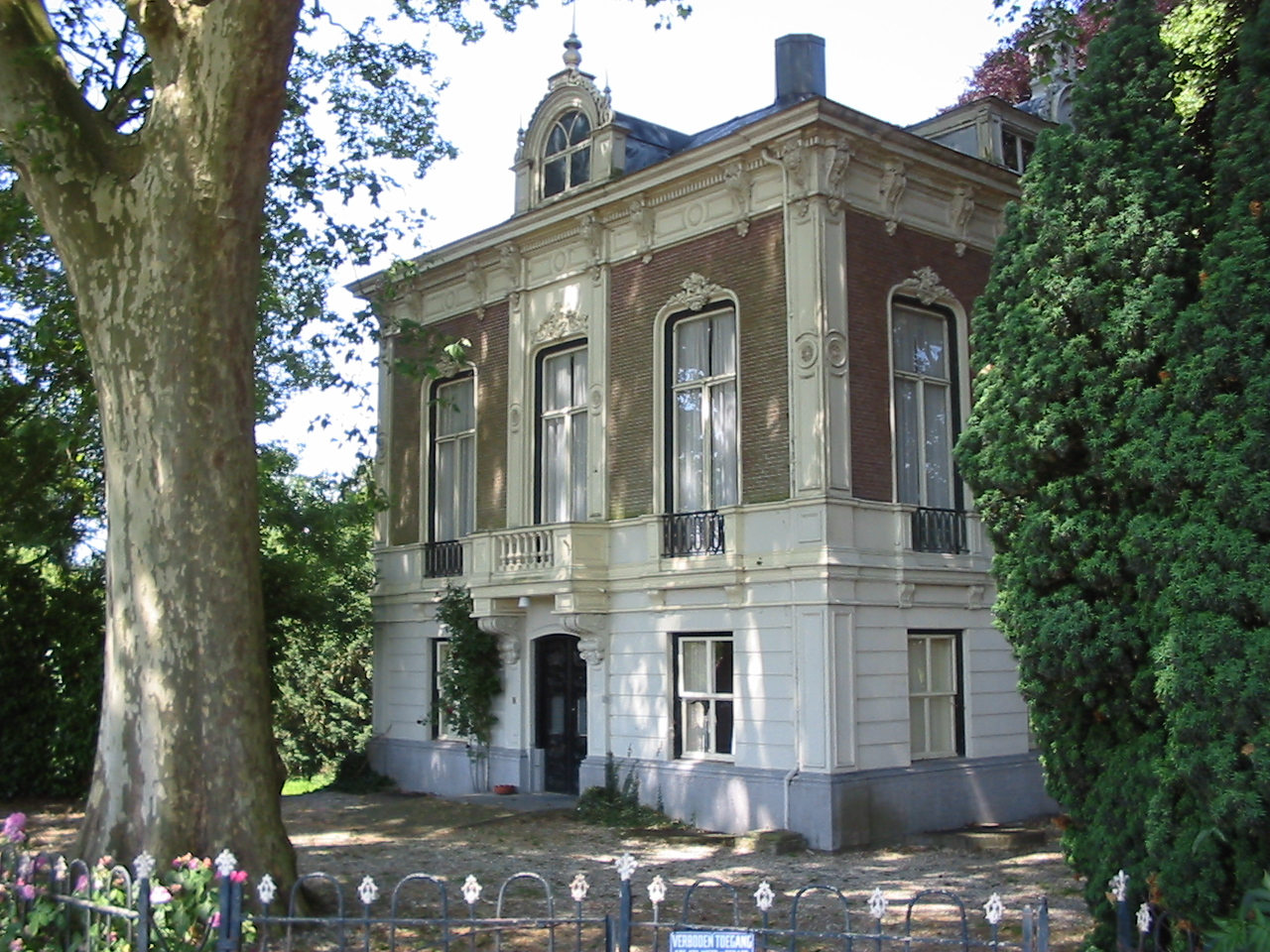
Вілла Аудерзорг
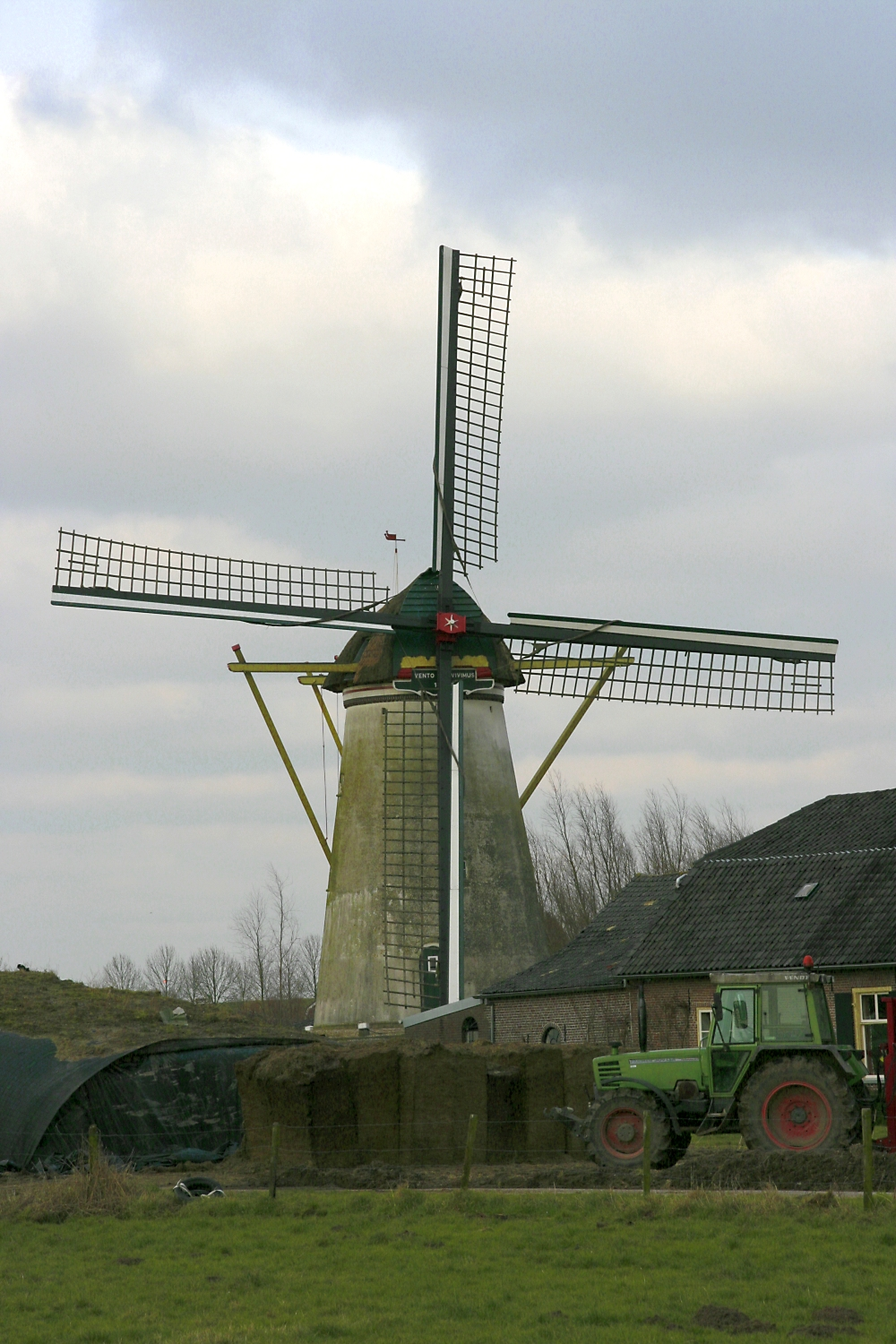
Вітряк
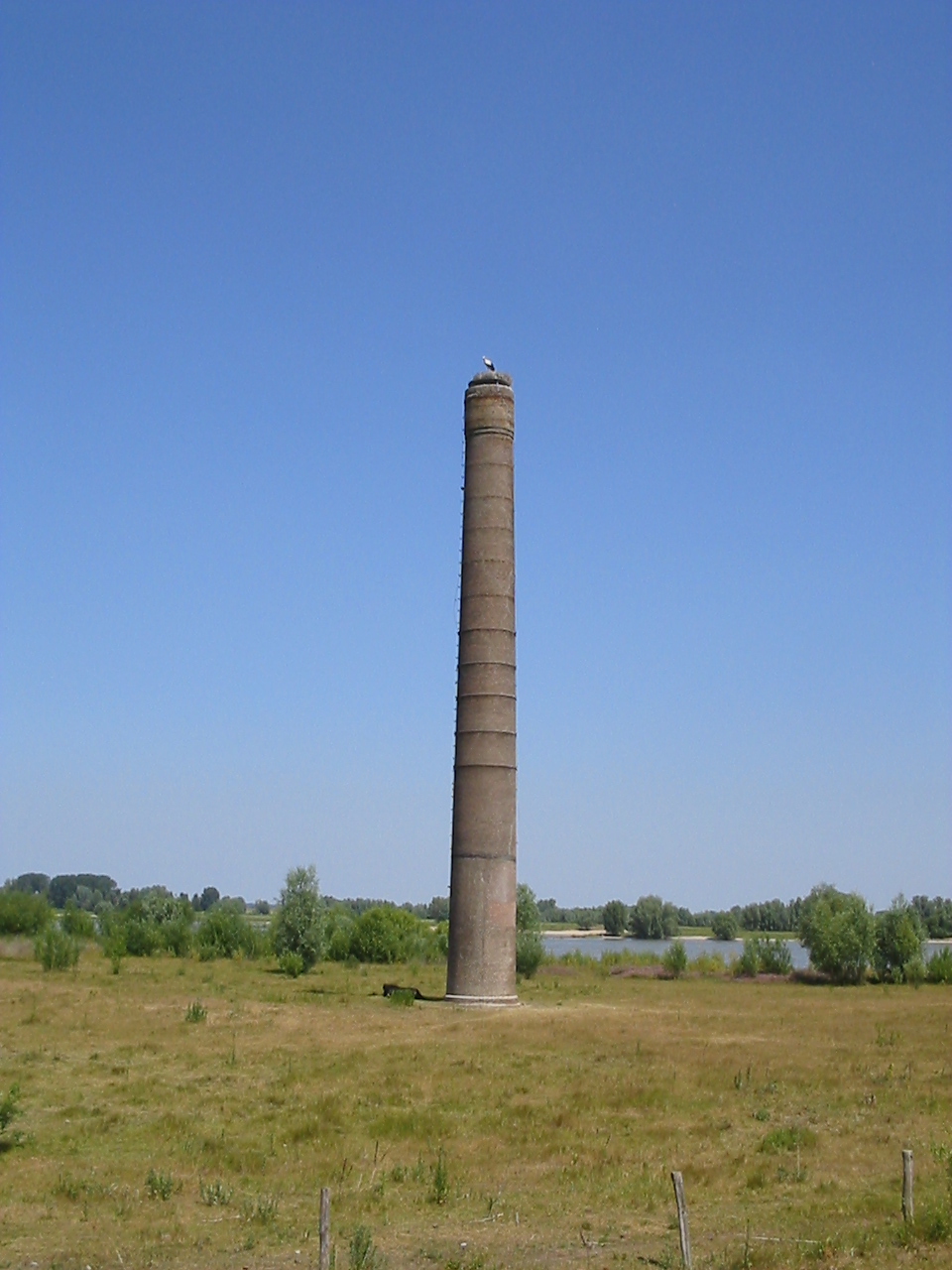
Залишки цегляного заводу
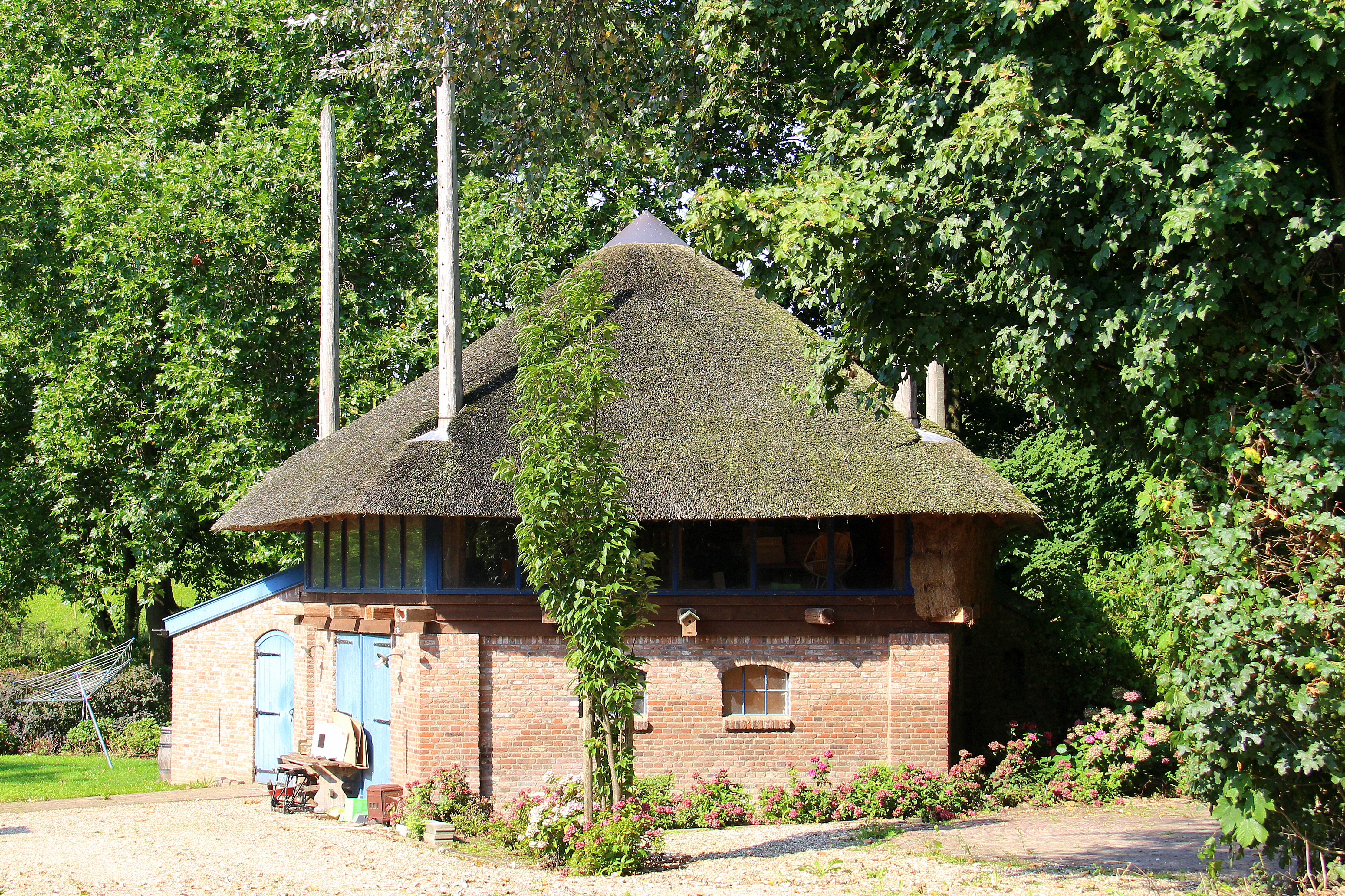
Сіновал